# Myriam Holme
Myriam Holme (* 1971 in Mannheim) ist eine deutsche Installationskünstlerin und Malerin.

## Biografie
Holme studierte von 1996 bis 2002 an der Staatlichen Akademie der Bildenden Künste Karlsruhe bei Nikolaus Meuser und Andreas Slominski, dessen Meisterschülerin sie war. Bereits während des Studiums interessierte sie sich für Bildhauerei und Malerei.
Neben der Malerei ist das Einraumhaus c/o, das sie gemeinsam mit dem Künstler Philipp Morlock 2002 entwickelte, baute und bis heute leitet, Teil ihrer künstlerischen Forschung. Ebenso das daraus entwickelte Haus barac-Kunst/Labor/Soziales auf einer ehemaligen Konversionsfläche in Mannheim.
Holme hatte an verschiedenen Kunstakademien Gastprofessuren und Lehraufträge inne, unter anderem an der Kunstakademie München, der Kunstakademie Düsseldorf, der Kunstakademie Karlsruhe und der Hochschule Mainz.
Neben Stipendien, wie dem Kunstfonds Bonn Arbeitsstipendium, dem Reisestipendium des Landes Baden-Württemberg oder der Deutschen Akademie Rom, gewann sie mehrere Preise, so zum Beispiel 2017 den Kubus-Kunstpreis für erweiterte Malerei im Kunstmuseum Stuttgart.
Holme ist Mitglied im Deutschen Künstlerbund.

## Ausstellungen

### Einzelausstellungen
- 2024: von leisem gewicht, Bernhard Knaus Fine Art, Frankfurt[5]
- 2024: recent works, Galerie andresthalmann, Zürich, CH
- 2022: flattern, Kunstverein Leonberg, Leonberg
- 2022: Städtische Galerie Fruchthalle, Rastatt
- 2021: ein kräftiger hauch, PORT 25, Raum für Gegenwartskunst, Mannheim
- 2021: glanz, kartographiert, Galerie Bernhard Knaus, Frankfurt[6]
- 2020: die gegend um morgen, Kunstverein Neckar-Odenwald, Mosbach
- 2020: weilende zustossnisse, Große Kunstschau Worpswede[7]
- 2020: die gegend um morgen, Kunstverein Neckar-Odenwald, Mosbach
- 2019: von gehäuftem jetzt, Bernhard Knaus Fine Art, Frankfurt[8]
- 2015: auf bewußtseinsschollen, Bernhard Knaus Fine Art, Frankfurt[9]
- 2015: das gemurmel an den rändern, Wilhelm Hack Museum, Ludwigshafen[10]
- 2011: von donnerloser wucht, Galerie Kadel-Willborn, Karlsruhe
- 2010: tagenthobene nacht, kjubh, Köln
- 2009: noch ungezeigte zeit, Kunstverein Ravensburg
- 2009: etwas, das leises gewohnt ist, Galerie Iris Kadel, Karlsruhe
- 2007: erdwärtsgespiegelte wege, Kunstverein Arnsberg
- 2005: in zwischengewittern, Galerie Iris Kadel, Karlsruhe
- 2004: feuerumsonnt, Projektraum bei Zink und Gegner, München
- 2003: übersternte, Galerie Iris Kadel, Karlsruhe

### Gruppenausstellungen
- 2022: Die Vibration der Dinge, 15. Triennale Kleinplastik, Fellbach, D (K)
- 2022: Real!?, Kunstverein Reutlingen, D
- 2022: Identität nicht nachgewiesen, Kunsthalle Bonn, D (K)
- 2021: WIR, Große Kunstschau Worpswede, Worpswede, D
- 2020: Deltabeben, Kunsthalle Mannheim, D (K)
- 2020: Gegenüberstellung, Galerie Bernhard Knaus, Frankfurt, D
- 2019: salondergegenwart 2019, Hamburg, D[11]
- 2019: Im Garten der Farben, PEAC Museum, Freiburg, D
- 2018: Double Bind 2, Galerie M29, Köln, D
- 2018: Gänsehautgesellschaft, Haus am Wehrsteg, Heidelberg, D
- 2017: Sparda Kunstpreis, Kubus, Kunstmuseum Stuttgart, D (K)
- 2017: welt offen, Städtische Galerie, Pforzheim, D
- 2017: europe in china/opus II, Qingdao Sculpture Museum, Qingdao, China (K)
- 2016: Tiefe nach Außen, Galerie der Künstler, München, D (K)
- 2015: be abstract, Ballhaus Ost, Berlin, D
- 2014: Sie griff in den Tomatensalat und schob sich ein Stück Rot in den Mund, Galerie Häusler Contemporary, München, D
- 2014: printing matters, Graphik-Kabinett-Backnang, Backnang
- 2014: alchemy, NEST, Den Haag, NL
- 2013: Dialog Trialog (1), Museum Biedermann, Donaueschingen, D (K)
- 2013: Mannheim-Solothurn. Eine Austauschausstellung, Kunstmuseum Solothurn, Schweiz (K)
- 2012: Baden-Württemberg 60, Städtisches Kunstmuseum Singen, D (K)
- 2012: adhesion, glue, Berlin, D
- 2012: Baden-Württemberg 60, Museum und Galerie im Prediger, Schwäbisch Gmünd, D (K)
- 2011: Geste, Zufall, Prozess. Neue Wege in der Malerei der Gegenwart, Galerie Nosbaum & Reding, Luxembourg, LUX
- 2010: Neue Alchemie. Kunst der Gegenwart nach Beuys, Landesmuseum für Kunst & Kulturgeschichte Münster, D (K)[12]
- 2010: Marchtaler Fenster – Neue Kunst, Klosteranlage Obermarchtal, D (K)
- 2010: CAPC, OU LA VIE SAISIE PAR L’ART, musée d’art contemporain de Bordeaux, Bordeaux, FR
- 2010: schrägterrain, Columbus Art Foundation, Halle 14, Baumwollspinnerei, Leipzig, D (K)
- 2010: schrägterrain, Columbus Art Foundation, Ravensburg, D (K)
- 2009: show me yours, Bydgoszcz, Polen (K)
- 2009: the arthouse, arthouse, Los Angeles, USA
- 2008: The Krautcho Club, forgotten bar project, Project Space 176, London, UK
- 2008: The Krautcho Club, galerieimregierungsviertel, Berlin, D
- 2008: Material Presence, Project Space 176, London, UK (K)
- 2006: Auch das Unnatürlichste ist die Natur, Galerie Neff, Frankfurt, D
- 2006: Poetry from the backyard, Gallery Art & Concept, Paris, FR
- 2006: Everybody knows this is nowhere, Asbaek Gallery, Kopenhagen, DK
- 2006: How does it make you feel, Galerie Iris Kadel, Karlsruhe, D
- 2006: critics taste better, korridor, Berlin, D
- 2005: drei, zwei, eins, Columbus Art Foundation, Ravensburg, D
- 2005: SOFT, LIQUID LIGHTING TOUCH, Doggerfisher gallery, Edinburgh, UK
- 2004: paperworks – Äste der Imagination, Künstlerhaus Stuttgart, D (K)
- 2004: deutschland sucht…, Kunstverein Köln, D (K)
- 2003: rollrasen, Donaupark Tuttlingen, D (K)

## Sammlungen
- Kunsthalle Mannheim
- Bundeskunstsammlung
- PEAC, Freiburg
- Kunstmuseum Stuttgart
- Städtische Galerie Karlsruhe
- Zabludowicz Collection, London, UK
- Sammlung des Landes Baden-Württemberg
- DeKaBank, Frankfurt am Main, D
- Artist Pension Trust Collection, Berlin, D

## Interviews
- Myriam Holme im Gespräch mit Jörg van den Berg
- Myriam Holme im Gespräch mit Pascal Hess